# Pobeda Confectionery
Pobeda Confectionery ist ein russisches internationales Unternehmen und Produzent von Schokolade und Süßwaren. Die Unternehmenszentrale befindet sich in Moskau. Die Produktionsstandorte des Unternehmens sind Ventspils, Lettland und Jegorjewsk, Russland.

## Geschichte
Die Konditoreiwarenfabrik „Pobeda“ wurde 1999 in Moskau von den Eheleuten Witali und Olga Murawjew gegründet. Im Jahre 2000 wurde die erste Fabrik im Dorf Klemenowo, Kreis Jegorjewsk, Gebiet Moskau gebaut. Die erste Produktion der Fabrik war die Pralinensorte „Assorti“ in Geschenkkartons. Im Jahre 2001 wurde die Schokolade „Bitter 72 % Kakao“ entwickelt.
Kurz nach der Inbetriebnahme der Fabrik wurde die Produktionspalette durch die Marken der Schokoladenpralinen „Bären im Wald“ und „Sonate“ erweitert. Die zweite Fabrik wurde 2008 in der Stadt Jegorjewsk, Gebiet Moskau eröffnet. Im Jahre 2012 wurde eine Linie zur Erzeugung der Schokolade ohne Zucker, auf Basis von Süßkraut entwickelt.
Im Jahre 2016 fand die Eröffnung der dritten Fabrik, in Lettland, in der Stadt Ventspils statt. Die Fabrik Pobeda Confectionery erzeugt Schokolade und Pralinen und betreibt eine Linie zur Erzeugung von Schokolade ohne Zucker.

## Unternehmen
Pobeda Confectionery ist ein Familienunternehmen mit 100 % privatem Kapital. Die gesamte Produktionsfläche in drei Fabriken des Unternehmens beträgt 43.000 m². Im Jahre 2015 betrug die gesamte Belegschaftszahl der Unternehmensgruppe Pobeda über 1.500 Mitarbeiter. Der Verkaufserlös des Unternehmens betrug 2016 über 90 Mio. Euro; der Umfang der angesammelten Investitionen ab 1999 betrug über 80 Mio. Euro.

## Produkte
- Bitterschokolade mit einem Kakaoinhalt von 72 %
- Dessertschokolade mit Weinbrand
- Dessertschokolade mit Haselnusskernen
- Bitterschokolade ohne Zucker, mit einem Kakaoinhalt vom 72 %
- Vollmilchschokolade ohne Zucker, mit einem Kakaoinhalt von 36 %
- Poröse Vollmilchschokolade Classic
- Schokolade „Bear family“
- Schokoladetrüffeln bestreut mit Kakao
- Trüffeln mit Weinbrand
- Konfekt „Bear family“
- Konfekt „Bird of happiness“
- Konfekt „Axiome“
- Marmelade „Bumblebee tummy“
- Konfekt „Toffee“
- Konfekt mit Milch „Funny Cows“
- Marmelade „All at once“